# 青海开放大学
青海开放大学是一所位于中华人民共和国青海省西宁市的以远程开放教育为主的成人高等学校，创建于1978年。

## 历史
1978年，青海广播电视大学成立。该校在教育部的备案名为青海省广播电视大学，简称青海电大。
2020年12月，根据《国家开放大学综合改革方案》和《青海省人民政府关于同意青海广播电视大学更名为青海开放大学的批复》，青海广播电视大学更名为青海开放大学。青海开放大学作为国家开放大学的青海区域中心，统一纳入国家开放大学办学体系，业务接受国家开放大学指导和管理。
学校在全省设有8所州、市级电视大学，16所县级电视大学和教学点，开设本科专业30个、专科专业41个，成人高职专业12个。设有人文学院、理工学院、继续教育学院、成人教育学院等9个部门、学院。教学方式涵盖开放教育、网络教育、成人高等教育。